# Bair Badjonov
Bair Dorschijevitsj Badjonov (Russisch: Баи́р Доржи́евич Бадёнов) (Zoegaláj (Oblast Tsjita), 28 juni 1976) is een Russisch boogschutter. Hij nam driemaal deel aan de Olympische Spelen en won hierbij een medaille.
Badjonov begon als tienjarige met boogschieten, hij schiet met een recurveboog. In 1993 werd hij wereldkampioen bij de junioren. Hij deed vanaf 1996 een aantal keren als lid van het Russisch nationaal team mee aan de Olympische Spelen. In Sydney (2000) behaalde hij met het team (met Balzjinima Tsyrempilov en Joeri Leontiev) de vierde plaats. In Athene (2004) deden voor Rusland bij de heren alleen Tsyrempilov en Dmitri Nevmerzjitski mee. In 2008 deed Badjonov opnieuw mee aan de Spelen in Peking. Hij drong door tot de halve finale, waar hij werd uitgeschakeld door Viktor Roeban. In de strijd om de bronzen medaille won hij met vijf punten verschil van Juan René Serrano.

## Resultaten
1996
 EK
2000
4e Olympische Spelen (team)
2007
 World Cup, stage 3 (team)
2008
 EK indoor (individueel)
 World Cup, stage 4 (team)
 Olympische Spelen (individueel)